# جورني (لعبة فيديو 2012)

لعبة جورني التي عربت لنظام بلاي ستيشن 4.

جورني (بالإنجليزية: Journey)‏، وتعني الرحلة، أنتجت اللعبة سنة 2012، وتعرض للبيع والتحميل من متجر بلاي ستيشن نيتورك، وهي لعبة تلعب من طرف شخص واحد، عُرِبَت اللعبة لمنصات بلاي ستيشن 4 وستيم.

## قصة اللعبة
تتحدث اللعبة عن شخصية غامضة تسير في وسط الصحراء، حين وجدت مخلوقاً يرتدي زياً احمر متوجهاً إلى جبل غامض، ويمر اللاعب بعدة أطوار متوجها إلى الجبل البعيد من خلال رحلة هذا المخلوق، فهناك رمال وغبار وليل مظلم ومخلوقات معادية تريد مهاجمة هذا المخلوق الغريب.

## وصلات خارجية
- جورني على موقع IMDb (الإنجليزية)

- الموقع الرسمي